# Gelcoat
El gelcoat (extranjerismo que en inglés está compuesto por gel y coat, que da cuenta de su apariencia de gel y su uso como recubrimiento) es un material creado para conferir un acabado de alta calidad en la superficie visible de un material compuesto reforzado con fibra. Los gelcoats más comunes tienen como base resinas epóxicas o de poliéster insaturado. Los Gelcoats son resinas modificadas que se aplican en el vaciado de moldes en estado líquido. Al curarse, forman polímeros reticulados y posteriormente se cubren con matrices de polímero compuesto, que usualmente son mezclas de resina poliéster y fibra de vidrio, o resina epóxica y vidrio.
El componente elaborado, cuando se ha curado completamente y se ha removido del molde, presenta el acabado conferido por el gelcoat. Usualmente se usan pigmentos con el gelcoat, confiriendo acabados de superficies lisas, brillantes y coloridas que incrementan la apariencia estética del elaborado, como sucede en las superficies sólidas e imitaciones poliméricas de granito o mármol.
Muchos botes navales y aviones se realizan usando materiales compuestos que tienen una película externa de gelcoat, normalmente de 0.5 a 0.8 mm de espesor. Los gelcoats están diseñados para ser duraderos, proveer resistencia contra rayos UV e hidrólisis.
Se pueden formular gelcoats especiales para realizar los moldes con los que se fabricarán posteriormente piezas de material compuesto. Estos gelcoats requieren un nivel de durabilidad muy alto para que soporte la fatiga mecánica y térmica que ocurren durante el proceso de vaciado y curado de los polímeros.
Las composiciones de las resinas varían ampliamente dependiendo de la función para la cual se va a destinar el gelcoat, pero las más comunes son de poliéster insaturado y epoxi. Dentro de estas dos categorías existen múltiples subdivisiones.
Adicionalmente al pigmento un gelcoat puede contener, de ser necesario, aditivos tixotrópicos para incrementar su tenacidad a secciones verticales del molde mientras ocurre el curado.

## Tipos de Gelcoat
Los gelcoats están formulados a partir de resinas de poliéster, y según el tipo de resina utilizada, pueden clasificarse principalmente en dos categorías:
Gelcoat ortoftálico: Se elabora con resinas de poliéster ortoftálicas, que destacan por su buena rigidez y dureza. Son adecuados para aplicaciones generales en entornos no demasiado agresivos. Gracias a su resistencia, se emplean habitualmente como capa base en sistemas de pintado, proporcionando un soporte firme y duradero.
Gelcoat isoftálico: Formulado con resinas isoftálicas, este tipo ofrece una mayor resistencia al agua, a productos químicos y a temperaturas elevadas. Por estas propiedades, los gelcoats isoftálicos son ideales para entornos exigentes, como en el sector náutico, donde se utilizan como capa final (top coat) en cascos de embarcaciones. Estos están expuestos constantemente a humedad, salitre y altas temperaturas, por lo que se requiere una protección más avanzada.

## Reparaciones
Es posible reparar rayones, rasguños, rupturas y desprendimientos en áreas desgastadas muy fácilmente. En primer lugar, deben quitarse cualquier fragmento suelto y luego el área a ser reparada debe ser lijada. Luego, debe aplicarse un recubrimiento sobre el área dañada luego de mezclarlo con un catalizador para iniciar la reacción que permitirá el curado del material; una vez curado, los excesos del recubrimiento pueden lijarse para devolverle a la superficie su continuidad original y pulirse en caso de requerir su acabado brillante característico.